# دائرة المعاتقة
دائرة المعاتقة إحدى دوائر ولاية تيزي وزو.
مقرها المعاتقة.
تبلغ مساحتها 66.15 كم² يقطنها 46,781 نسمة.
وتضم كل من بلديات :
- المعاتقة
- سوق الإثنين

## مواضيع ذات صلة
- دوائر ولاية تيزي وزو
- بلديات ولاية تيزي وزو